# Felice Figliucci
Felice Figliucci  (Sienne, 4 mai 1518 – Florence, 20 octobre 1595) est un philosophe et littérateur italien du XVIe siècle.

## Biographie
Né à Sienne, il y fit la plus grande partie de ses études et alla ensuite achever sa philosophie dans l’Université de Padoue. Il suivit les cours que Claudio Tolomei faisait chez lui pour la jeune noblesse vénitienne.
Il rédigea la matière de ces cours en forme d’entretiens, et en composa peu de temps après un commentaire sur la morale d’Aristote, qui fut imprimé sous ce titre : Di Felice Figliucci senese, della filosofia morale libri dieci, sopra i dieci libri dell’Etica d’Aristotele, Rome, Valgrisi, 1551, in-4°. Cet ouvrage est dédié au pape Jules III, qui n’avait été appelé que l’année précédente au souverain pontificat ; cependant l’auteur lui dit dans son épitre dédicatoire qu’il lui a consacré sa vie depuis bien des années. On en doit conclure qu’il avait été attaché dès sa première jeunesse au cardinal del Monte, qui devint pape sous le nom de Jules III. Figliucci avait dédié trois ans auparavant une traduction de la Rhétorique d’Aristote à ce cardinal, qui était alors légat à Bologne, et assistait sous ce même titre de légat au Concile de Trente. Il n’était point auteur de cette traduction ; mais il assure qu’elle avait été faite plusieurs siècles auparavant par un savant homme qui, sentant bien lui-même qu’elle était peu élégante (alquanto rozzetta), n’avait pas osé se faire connaître. Elle est intitulée : Traduzione antica della Retorica di Aristotele, nuovamente trovata, Padoue, 1548, in-8°. La traduction des Philippiques de Démosthène, qu’il publia en 1550 (Le XI Filippiche di Demosthene, con una lettera di Filippo a gli Atheniesi dichiarate in lingua toscana, Rome, Valgrisi, 1550, in-8°), est aussi dédiée à un cardinal del Monte ; mais c’est au jeune favori du nouveau pape, que celui-ci s’était hâté de revêtir de la pourpre dès qu’il était monté sur le trône pontifical. C’était un jeune homme de la plus basse naissance, qu’il avait pris dans sa maison, fait adopter par son frère, comblé de grâces et de biens malgré ses vices, promu au cardinalat en dépit de tout le Sacré Collège, et qui continua de prouver par la conduite la plus honteuse combien il était indigne de cette faveur.
Cela n’empêche pas que Figliucci, comme tous les faiseurs de dédicaces, ne fasse l’éloge des vertus que ce favori possédait dès son enfance et de celles qu’il ne pouvait manquer d’acquérir encore. Le premier ouvrage que Figliucci avait fait paraître était une traduction du Phèdre de Platon : Il Fedro, ovvero del Bello, tradotto in lingua toscana, Rome, 1544, in-8°. Il devait être alors extrêmement jeune, puisque l’éditeur de ses Dialogues sur la morale d’Aristote, publiés comme on vient de le voir en 1551, c’est-à-dire sept ans après, lui donne encore le titre de jeune homme studieux, del studioso giovane. Il donna au public, en 1546, la traduction des cinq premiers livres des lettres latines de Marsile Ficin et les sept autres livres en 1548 : Delle divine lettere del gran Marsilio Ficino tradotte in lingua toscana, etc., Venise, Gabriele Giolito de' Ferrari, t. 1 et 2, in-8°. Elles sont dédiées à Cosme Ier, duc de Florence, qui n’était pas encore grand-duc ; l’auteur y parle déjà comme habituellement attaché au service du cardinal del Monte. Restandomi, dit-il, nel mio solito servitio del reverendissimo ed illustrissimo cardinale di Monte. On lui attribue un livre de Paradoxes, delle Paradosse, publié sous le nom des académiciens Intronati de Sienne. Après s’être fait une réputation dans le monde par ces divers ouvrages, Figliucci prit l’habit de St-Dominique et entra dans le couvent de St-Marc à Florence, sous le nom de frère Alexis. C’est sous ce nom qu’il fit paraître, en 1566, par ordre du souverain pontife, la traduction italienne du catéchisme du concile de Trente : il Catechismo, cioè Istruzione, secondo il decreto del concilio di Trento a’ Parochi, etc., tradotto in lingua volgare da Alessio Figliucci, dell’ordine de’ Predicatori, Rome, Paul Manuce, 1566, in-8°.
Dès le temps où il avait écrit ses dix livres sur la morale d’Aristote, il en avait composé huit autres sur la politique du même auteur, et il en avait fait présent à son neveu, Flavio Figliucci. Devenu vieux et retiré dans le cloître, il permit à ce neveu de les publier ; ils parurent sous ce titre : Della politica, ovvero Scienza civile, secondo la dottrina d’Aristotile, libri VIII, scritti in modo di dialogo, Venise, 1583, in-4°. Le frontispice porte encore le nom de Félix ; mais dans la dédicace adressée au comte Marie Bevilacqua l’auteur se nomme frate Alessio Figliucci. On ne trouve dans aucun auteur la date de sa naissance ni celle de sa mort ; mais en supposant qu’il n’eût que dix-huit ou vingt ans lorsqu’il donna son premier ouvrage (1544), il était né vers 1524 ou 1526, et s’il ne survécut que de quelques années à la publication du dernier, il est probable qu’il mourut au plus tard vers 1590.